# Адалтон Жувенал
Адалтон Луиш Жувенал Минейро или накратко Дуду (роден 30 юни 1985 г. в щата Минаш Жерайш) е бивш бразилски футболист, който играе като нападател. Висок е 182 см и тежи 84 кг. Играл е за Сао Пауло Футебол Клубе, Гуарани, Бататайш, Черноморец (Бургас), ФК Тун и Янгон Юнайтед.

## Статистика по сезони
| Сезон    | Отбор           | Първенство | Мачове | Голове |
| -------- | --------------- | ---------- | ------ | ------ |
| 2008/09  | Черноморец (Бс) | А група    | 21     | 4      |
| 2009/ес. | Черноморец (Бс) | А група    | 10     | 3      |